# Амакиги кауайський
Амакиги кауайський (Chlorodrepanis stejnegeri) — вид горобцеподібних птахів родини в'юркових (Fringillidae).

## Етимологія
Видова назва C. stejnegeri дана на честь норвезького зоолога Леонарда Штейнеґера.

## Поширення
Ендемік Гавайських островів. Поширений у внутрішніх гірських районах острова Кауї. Ще до початку XX століття птах був поширений по всьому острові, але після 1900 року він став рідкісним у рівнинних лісах.

## Опис
Птах завдовжки 11 см, вагою 15-20 г. Тіло пухке з округлою головою, конічним дзьобом, зі зігнутими вниз кінчиками, та коротким хвостом. Верхня частина тіла оливкового забарвленн з чорними маховими перами та хвостом. Нижня частина тіла сірувато-жовта. Лицьова маска темно-сіра. Дзьоб чорний. Очі коричневі.

## Спосіб життя
Живе у вологих гірських лісах з переважанням дерев охіа (Metrosíderos polymorpha), коа (Acacia koa) та інших ендеміків. Трапляється в парах або в невеликих сімейних групах, проводячи більшу частину часу на пошуки їжі серед листя та стовбурів дерев. Живиться комахами, ягодами і нектаром. Розмножується протягом усього року і утворює моногамні пари, які залишаються разом тривалий період. Гніздо чашоподібної форми будують на верхніх гілках дерев охіа. Будівництвом займаються обидва партнери. У гнізді три рожевих яйця. Інкубація триває два тижні. Через два з половиною тижні після вилуплення пташенята покидають гніздо, але залишаються з батьками ще деякий час.